# Psamathocrita argentella
Psamathocrita argentella is een vlinder uit de familie tastermotten (Gelechiidae). De wetenschappelijke naam is voor het eerst geldig gepubliceerd in 1942 door Pierce & Metcalfe.
De soort komt voor in Europa.